# José Maria Moreira Guimarães
José Maria Moreira Guimarães (Vila Laranjeira, 4 de novembro de 1864 - Rio de Janeiro, 10 de fevereiro de 1940) foi um professor, engenheiro, geógrafo, jornalista e escritor, militar e político brasileiro.

## Biografia
Sergipano de nascimento, Moreira Guimarães estudou em instituições militares, formando-se na Artilharia, Engenharia e Estado-Maior. Também especializou-se em Matemática, Ciências Físicas e Naturais, Filosofia e estudou Medicina até o 5º ano.
No Exército brasileiro foi de Alferes até a patente de General, tendo participado da diretoria da Fábrica de Armas do Exército.
Entre 10 de maio e 8 de outubro de 1919, comandou a Escola Militar do Realengo.
Na política, foi Deputado Federal pelo Sergipe, além de ser Adido militar do Brasil no Japão.
Foi professor de matemática e filosofia e dirigiu e colaborou em diversos jornais e revistas do Brasil, Portugal e França. Publicou diversas obras de valor militar, entre os assuntos preferidos, estão: noções de artilharia, jogos de guerra, disciplina militar e sobre a liberdade humana. Era poliglota e entusiasta apologista do Esperanto. Pertenceu à Sociedade de Geografia de Lisboa, ao Instituto Histórico de São Paulo e foi o fundador da Sociedade Brasileira de Filosofia.
Como homenagem à figura desigual deste sergipano, foram batizados uma loja maçônica e uma avenida em São Paulo com o seu nome.